# Marie Omelčenková-Tymofijivá
Marie Omelčenková-Tymofijivá (1874 Bondarevka ve Voroněžské gubernii, Rusko – 1954?) byla ukrajinská veřejná pracovnice, pedagožka a spisovatelka píšící ukrajinsky, rusky i česky (někde uvedeno M. V. Omelčenková).

## Životopis
Manžel Hryhorij Vasiljevič Omelčenko (7. dubna 1884 Ivanovskaja na Kubáni – 21. prosince 1947 Gulag Karlag v Karagandské oblasti) byl ukrajinský pedagog, docent dějin slovanské literatury.
Marie Omelčenková absolvovala Ženskou univerzitu v Petrohradě, byla profesorkou gymnasia a ředitelkou učitelského ústavu v Poltavskaja (Krasnodarský kraj dříve Kubáň). Tam se seznámila s Hryhorijem Omelčenkem. V letech 1917–1919 byla členkou Kubáňské zemské rady. Roku 1920 emigrovala se svým mužem Hrihorijem do Prahy.
V Praze se věnovala literatuře a kulturnímu sblížení česko-ukrajinskému. V letech 1926–1928 byla předsedkyní Ukrajinského svazu žen. Roku 1927 založila nakladatelství Česko-ukrajinská kniha. Studiemi feminismu a sociálních otázek přispívala do časopisů: Ženská rada, Ženský svět, Živoč a Doba, Nova Mata aj. V roce 1937 manželé Omelčenkovi získali československé státní občanství. Po válce byl její muž deportován za protisovětskou činnost v letech ruské občanské války do SSSR. Marie Omelčenková bydlela v Praze XI na adrese Jičínská 1617.

## Dílo

### Spisy
- Лекціи лексическихъ уроковъ русскаго языка – Г. В. Омельченко a М. В. Омельченко; под руководством Н. Ф . Рудольфа. Прага: Чесько-українська книга, 1921
- Вибір фаху – Прага: Громада українців з Кубані, 1925
- Практический курс рускаго языка для чехов – Прага: Вена: Гелиос, 1921
- Шкилництво на Кубани: (зі спогадів) – Прага: (б. В.) 1927
- Česko-ukrajinské styky – Praha: Česko-ukrajinská knihovna, 1928
- Т. Г. Масарик (1850–1930) – Прага: Видавництво Чесько-Українська книга, 1931
- La femme slave – rédactrices et éditrices: Miloslava Hrdličková et Marie Omeltchenko. Prague: M. Hrdličková, M. Omeltchenko, 1933
- Т. Г. Масарик, як журналист – Прага: Українськй високий педагогічний інстиут ім. М. Драгоманова 1929
- Франтишка Пламінкова з нагоди 60.літнього юбілею – М. Омельченко, З. Мірна, С. Русова. Прага: Видавництво Чесько-Українська книга, 1935
- Mé dojmy z Jugoslavie – Praha: Slovanská žena, 1935

### Pořádala
- T. G. Masarykovi ukrajinští básníci – překlad Františka Tichého. Praha: Česko-ukrajinská kniha, 1938